# 印多霍斯獸屬
印多霍斯獸屬，又譯英多海斯獸或印原豬屬，是始新世已滅絕的偶蹄動物，生存於4800萬年前的亞洲。於喀什米爾發現的印多霍斯獸完整骨骼顯示牠們可能是鯨魚失落的姊妹分類。其他的偶蹄類都是這兩類動物的親屬。印多霍斯獸的外觀像浣熊或鼷鹿科。氧同位素δO18的數據及骨硬化性顯示印多霍斯獸是水中生活的，但δC13的數據卻顯示牠們很少在水中覓食。故此估計印多霍斯獸是鯨魚回到水中生活前的中間生物，並改寫了鯨魚的演化歷史。
印多霍斯獸的化石是由印度地質學家A. Ranga Rao在喀什米爾發現，包括了一些牙齒及顎骨的部份，但當他死時仍有很多岩石未被打開。他的妻子將這些石頭交給漢斯·史文森，研究期間意外地打破了其中一個頭顱骨，他發現印多霍斯獸的鼓泡由外鼓骨形成，形狀奇特像鯨魚或巴基鯨。
但是並非所有古生物學家都支持這個說法。一些學者認為肉食性的中爪獸目才是鯨魚的近親，而鯨魚本身與其他的動物有著很多不同的地方，很難確認哪一類化石親屬才是牠們的祖先。
印多霍斯獸大小如浣熊或家貓，有一些像鯨魚的特徵及水中生活的適合性，如像河馬般骨頭上厚重的覆蓋物，可以減低浮力以保持身體在水中。這有點像現今非洲的水鼷鹿，當受到鳥類掠食者攻擊時，會跳入水中躲藏達4分鐘之久。